# Laetmonice viridescens
Laetmonice viridescens är en ringmaskart som beskrevs av Horst 1917. Laetmonice viridescens ingår i släktet Laetmonice och familjen Aphroditidae. Inga underarter finns listade i Catalogue of Life.